# 钝形肖峭
钝形肖峭（学名：Tetragnatha obtusa）为肖峭科肖峭属的动物。分布于古北区以及中国大陆的等地。该物种的模式产地在中国。